# Villanueva de la Jara

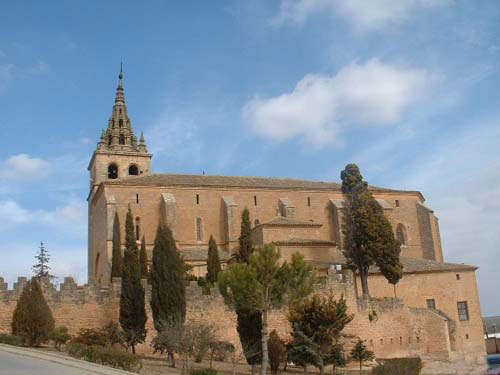
Villanueva de la Jara

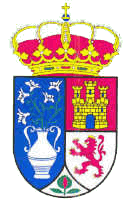
Herb Villanueva de la Jara.

Villanueva de la Jara – gmina w prowincji Cuenca w środkowo-wschodniej Hiszpanii.
Urodził się tu arcybiskup Toledo i prymas Hiszpanii Francisco Valero y Losa.
Liczy 2182 mieszkańców (2006).